# Alicja Panek-Piętkowska
Alicja Barbara Panek-Piętkowska (ur. 23 września 1956 w Pęczniewie) – profesor sztuk muzycznych, profesor zwyczajny Państwowej Wyższej Szkoły Filmowej, Telewizyjnej i Teatralnej im. Leona Schillera w Łodzi, specjalistka w zakresie wokalistyki.

## Życiorys
Jest absolwentką XIII Liceum Ogólnokształcącego im. Marii Piotrowiczowej w Łodzi (1975) i Akademii Muzycznej im. Ignacego Jana Paderewskiego w Poznaniu (1985), była uczennicą Ireny Winiarskiej w klasie wokalistyki. W latach 1985–1990 była solistką Opery Bałtyckiej, w 1990 została solistką Teatru Wielkiego w Łodzi. Od 1994 pracuje równocześnie w Państwowej Wyższej Szkole Filmowej, Telewizyjnej i Teatralnej im. Leona Schillera w Łodzi. W 1997 otrzymała stopień naukowy doktora, w 2001 stopień naukowy doktora habilitowanego w Akademii Muzycznej im. Grażyny i Kiejstuta Bacewiczów w Łodzi.
W 2004 nadano jej tytuł profesora sztuk muzycznych.
Została profesorem zwyczajnym w Państwowej Wyższej Szkoły Filmowej, Telewizyjnej i Teatralnej im. Leona Schillera w Łodzi w Wydziale Aktorskim.
W 2019 została członkiem Rady Doskonałości Naukowej I kadencji w dyscyplinie sztuki teatralne i filmowe.
W 2016 została odznaczona Srebrnym Krzyżem Zasługi.